# Société linnéenne du Québec
La Société linnéenne du Québec (SLQ) est une société savante faisant partie des nombreuses sociétés linnéennes ainsi nommées en référence au naturaliste suédois Carl von Linné (1707-1778).
Fondée en 1929, la Société linnéenne du Québec s'est fixé pour but de promouvoir les sciences naturelles, l’éducation relative à l’environnement, ainsi que la conservation de la nature.
Dans les années 1970, elle collabore à la mission éducative de l'aquarium du Québec.
En 1982, on lui décerne le prix du Gouverneur général du Canada en matière de tourisme et de conservation. Elle reçoit également le prix François de B. Gourdeau, remis par le ministère du Loisir, de la Chasse et de la Pêche, en 1985.Elle fait partie des lauréats en 1994 du Prix Michael Smith pour la promotion des sciences remis par le Conseil de recherche en sciences naturelles et en génie du Canada.
Le fonds d’archives de la Société Linnéenne du Québec est conservé au centre d’archives de Québec de Bibliothèque et Archives nationales du Québec.
Le 20 septembre 2017, la Société Linnéenne du Québec fut « radiée d'office suite à la non-production de deux déclarations de mise à jour annuelles consécutives » par le Registraire des entreprises du Québec.

## Source
- Mémoire de la Société linnéenne du Québec sur le développement durable de l'industrie porcine québécoise